# Nachtschicht – Reise in den Tod
Nachtschicht – Reise in den Tod  ist ein deutscher Fernsehfilm aus dem Jahr 2011. Er ist der zehnte Teil der ZDF-Krimireihe Nachtschicht. Er wurde am 5. Oktober 2011 beim Filmfest Hamburg uraufgeführt und am 13. Januar 2012 erstmals bei ZDFneo ausgestrahlt.

## Handlung
Bruno Markowitz, ehemaliger Fremdenlegionär, gehört zu einer Gruppe von Schleusern und fährt regelmäßig mit einem Kleintransporter nach Südtirol, um Flüchtlinge aus Afrika nach Deutschland zu bringen. Dieses Mal gerät er in Deutschland in eine Verkehrskontrolle, und obwohl es nur um eine Geschwindigkeitsübertretung geht, bekommen die Flüchtlinge Angst und verlassen das Fahrzeug. Nur mühsam kann er ein Teil seiner „Fahrgäste“ wieder zusammenholen. Zwei Mädchen reißen ihm erneut aus und wollen an einer Tankstelle zu zwei Männern ins Auto steigen und allein weiterfahren, damit sie am Zielort den Menschenhändlern nicht weiter ausgeliefert sind. Um die beiden zurückzuholen, muss sich Markowitz körperlich mit dem Beifahrer des PKW auseinandersetzen und bricht ihm dabei das Nasenbein. So lädiert fallen er und sein Kumpel bei der nächsten Polizeikontrolle auf. Da die beiden mit einem gestohlenen Wagen unterwegs waren, müssen sie sich nun wegen Autodiebstahls und unerlaubten Waffenbesitzes verantworten. So landen Herold und Müller auf der Wache, wo sich die Mitarbeiter der Nachtschicht des Kriminaldauerdienstes Hamburg um die beiden kümmern.
Gerade erst war das Team von einem Fall häuslicher Gewalt unterrichtet worden, mit dem sie sich auseinandersetzen mussten, nachdem sie von einer besorgten Fürsorgerin verständigt wurden. Da die betroffene Frau illegal in Deutschland lebt, traut sie sich nicht, den Mann anzuzeigen. Lisa Brenner hält es für möglich, dass die Frau eine Aufenthaltsduldung bekommt und macht ihr Hoffnung. Marie France arbeitet als Haushaltshilfe und Kindermädchen bei Familie de Graaf, die nach einer ersten Befragung abstreitet, ihrer Angestellten Gewalt angetan zu haben. Aufgrund der Anschuldigungen wird Daniela de Graaf misstrauisch gegen ihren Mann, dem sie Untreue unterstellt, und fordert, dass Marie France verschwinden solle. Julius de Graaf bringt die junge Frau zu seinem „Lieferanten“ zurück, von wo aus sie außer Landes gebracht werden soll.
Auf dem Revier werden die beiden Kleinkriminellen Herold und Müller weiter verhört. In dem gestohlenen Auto finden die Beamten eine Frauenhandtasche, die die beiden Flüchtlinge liegen gelassen hatten. Auf einem Foto darin erkennen Brenner und Erichsen Marie France, der sie gerade erst begegnet waren und werden misstrauisch. Herold und Müller schildern nun, was sich an der Tankstelle zugetragen hatte. Lisa Brenner und Mimi Hu suchen daraufhin Familie de Graaf noch einmal auf, wo sie Marie France jedoch nicht mehr antreffen.
Fahrer Markowitz liefert inzwischen seine „Fahrgäste“ bei Menschenhändler Charles Starek ab, macht sich aber auch Sorgen um eines der jungen Mädchen: Lola Obasi. Sie hatte ihm unterwegs erzählt, dass sie auf der Suche nach ihrer Schwester sei, die hier in Deutschland illegal arbeite. Noch am gleichen Abend soll er zusammen mit Franz Pirroni, einem weiteren Fahrer, Marie France nach Dänemark bringen. Da er jeden Euro brauchen kann, nimmt er den Auftrag an. Noch ehe sie abfahren können, wird Erichsen auf das Versteck von Marie France aufmerksam und als er mit Mimi Hu dort erscheint, geht Pirroni in die Offensive. Er zwingt die Beamten, ihre Waffen abzulegen und sperrt sie in einem Kellerraum ein. Markowitz bemerkt, dass die Aktion aus dem Ruder läuft und seine Geldgeber vorhaben, Marie France und auch ihn umzubringen, weil auch er beginnt, ihnen unbequem zu werden. Um sich und Marie France zu retten, erschießt er Pirroni. Sich der Tragweite seines Handelns bewusst kontaktiert er den KDD und verabredet sich mit Erichsen, der sich inzwischen wieder auf dem Revier befindet. Er bietet Erichsen an, ihm die Verantwortlichen des Menschenhändler-Rings auszuliefern, wenn er dafür Sorge trägt, dass Marie France und ihre Schwester Lola eine dauerhafte Aufenthaltsgenehmigung bekommen. Ehe Erichsen sein Wort einlösen kann, wird Lola Obasi erschossen, nachdem sie versucht hatte, dem Wirkungskreis der Menschenhändlern zu entkommen. Charles Starek und sein Partner Clemente sind fest entschlossen, auch Markowitz und seinen Schützling Marie France umzubringen. Nachdem Starek seinen abtrünnigen Fahrer eiskalt erschießt und Marie France als Geisel nimmt, wird er von Erichsen, der mittlerweile eingetroffen ist, erschossen und auch Clement wird von der Polizei festgenommen. Gegen Julius de Graaf und seine Frau wird ebenfalls Anklage erhoben.

## Rezeption

### Einschaltquote
Bei der Erstausstrahlung am 13. Januar 2012 auf ZDFneo erreichte der Film 5,88 Millionen Zuschauer und 17,1 Prozent des Gesamtmarktanteils.

### Kritiken
Rainer Tittelbach von Tittelbach-TV bewertete die Episode positiv und schrieb: „Die 10. ‚Nachtschicht‘ variiert die 12-Stunden-Dramaturgie auf das Thema Menschenhandel hin. Die Geschichte über einen Mann fürs Grobe, der nicht länger weg gucken mag, müsste nicht zwingend in einer Nacht erzählt werden. Lars Becker kann es sich leisten, die erste Filmhälfte langsamer anzugehen. In der zweiten Hälfte geht es umso heftiger zur Sache. Fazit: gelungener Themenfilm-Genre-Mix, guter Dramaturgiefluss und lange Zeit keine Leiche.“
Die Kritiker der Fernsehzeitschrift TV Spielfilm meinen: „Trotz Ungereimtheiten liefert Becker ein intensives Ensembledrama mit starken Szenen, Darstellern und korrekter Botschaft.“ Fazit: „Packender Krimi vor bitterem Hintergrund.“
Der Film erschien zusammen mit Nachtschicht – Ein Mord zu viel auf DVD.